# European Countries Biologists Association
Die European Countries Biologists Association (kurz ECBA) ist ein Dachverband nationaler Biologenverbände aus den Mitgliedstaaten der Europäischen Union.

## Zweck

### Organisation und Tätigkeit
Die European Countries Biologists Association wurde im Oktober 1975 als European Communities Biologists Association („Vereinigung der Biologen der Europäischen Gemeinschaften“) von Biologen aus verschiedenen europäischen Ländern mit Unterstützung ihrer nationalen biowissenschaftlichen Verbände und Berufsorganisationen in Bonn gegründet, die daraufhin Mitglieder der ECBA wurden. Die ECBA versteht sich als Zusammenschluss der nationalen Biologenverbände innerhalb der Europäischen Union. Mittlerweile übernimmt die ECBA die Funktion eines europäischen Dachverbandes, der bestrebt ist, europäische Anforderungen und nationale Besonderheiten im jeweiligen Berufsfeld über die Mitgliedsverbände zu harmonisieren, um die berufliche Freizügigkeit von Biologen innerhalb Europas zu erleichtern. Darüber hinaus tritt die ECBA als Dachverband auch in der Wissenschaftskommunikation für die biologischen Wissenschaften, aber auch bei Entscheidungen in Politik und Wirtschaft als Vermittler ein.
Im Zuge der Harmonisierung des EU-Rechts hat die ECBA die Interessen der nationalen Mitgliedsverbände und deren Mitglieder in Wirtschaft, Politik und Öffentlichkeit zu vertreten. Ebenso setzt sich die ECBA für naturwissenschaftliche und vor allem biologische bzw. biowissenschaftliche Schulbildung. Im Zuge der Umsetzung des Bologna-Prozesses (Europäische Hochschulreform) plädiert die ECBA weiterhin für einen vollwertigen akademischen Abschluss (mindestens als Master of Science oder gleichwertigem Diplom- bzw. Magisterabschluss mit insgesamt 5-jährigem akademischem Studium) für die späteren Berufsträger.

### Zertifizierung als „European Professional Biologist“ (EurProBiol)
Die ECBA ermöglicht es Biologen und Naturwissenschaftlern mit äquivalentem Studienabschluss ihre beruflichen Kompetenzen auf dem Gebiet der Biologie mittels der Zertifizierung als European Professional Biologist (kurz EurProBiol) durch den Verband bestätigen zu lassen, um die berufliche Freizügigkeit innerhalb der EU zu erleichtern. Diese ist dann jeweils für drei Jahre gültig. In ganz Europa waren März 2023 knapp 700 Personen zertifiziert. Die Zertifizierung gilt im Sinne der Richtlinie 2005/36/EG über die Anerkennung von Berufsqualifikationen.

## Mitgliedsverbände
Laut Angaben der ECBA waren März 2023 folgende nationale Verbände Mitglieder:
| Verband                                                                                              | Staat                  |
| --- | ---------------------- |
| Panhellenic Association Life Sciences (PEV)                                                          | Griechenland           |
| Institute of Biology of Ireland                                                                      | Irland                 |
| National Order of Biologists (Ordine nazionale dei biologi (ONB))                                    | Italien                |
| Association of Biologists Luxembourg                                                                 | Luxemburg              |
| Norwegian Biologist Association (BIO)                                                                | Norwegen               |
| Portuguese Biologists Association (Ordem Biologos OBio)                                              | Portugal               |
| Naturvetarna (Swedish Association of Professional Scientists)                                        | Schweden               |
| Dutch Institute of Biology (NIBI)                                                                    | Niederlande            |
| Royal Society of Biology                                                                             | Vereinigtes Königreich |
| Austrian Biologist Association (ABA)                                                                 | Österreich             |
| National Association of Biology Teachers Belgium (ANPBB)                                             | Belgien                |
| Bio-Der                                                                                              | Zypern                 |
| Biological Society of Cyprus (BSC)                                                                   | Zypern                 |
| Confederation of Danish biologists / Association of Danish Biologists Confederation of Danish (FaDB) | Dänemark               |
| BMOL Association                                                                                     | Finnland               |
| L’Association des Professeurs de Biologie et Géologie (APBG)                                         | Frankreich             |
| Verband Biologie, Biowissenschaften und Biomedizin in Deutschland (VBIO)                             | Deutschland            |
| Berufsvertretung deutscher Biologen (BDBiol)                                                         | Deutschland            |
| Biyologlar Dayanışma Derneği                                                                         | Türkei                 |